# 市古尚三
市古 尚三（いちこ しょうぞう、1917年（大正6年）11月13日 - 2014年（平成26年）2月16日）は、日本の経済学者、拓殖大学名誉教授、元拓殖短期大学学長、元日本私立短大協会理事、経済博士。専門は、中国経済史。

## 略歴
- 1917年、喜太郎の二男として、愛知県に生まれる。趣味は、美術鑑賞・絵画・スポーツ。
- 1941年（昭和16年）、拓殖大学商学部卒業。
- 1956年（昭和31年）、拓殖大学教授就任。
- 1961年（昭和36年）、拓殖大学学生部長就任。
- 1967年（昭和42年）、拓殖大学図書館長就任。
- 1973年（昭和48年）、拓殖大学研究所長就任。
- 1977年（昭和52年）、拓殖大学副学長就任。
- 1984年（昭和59年）、日本私立短大協会理事。
- 2014年2月16日午前12時01分、東京都内の病院で死去。96歳没[1]。

## 著書
- 『明代貨幣史考』（鳳書房、1977年）
- 『清代貨幣史考』（鳳書房、2004年）

## 参考
- 交詢社 第69版 『日本紳士録』、1986年